# Houbigant

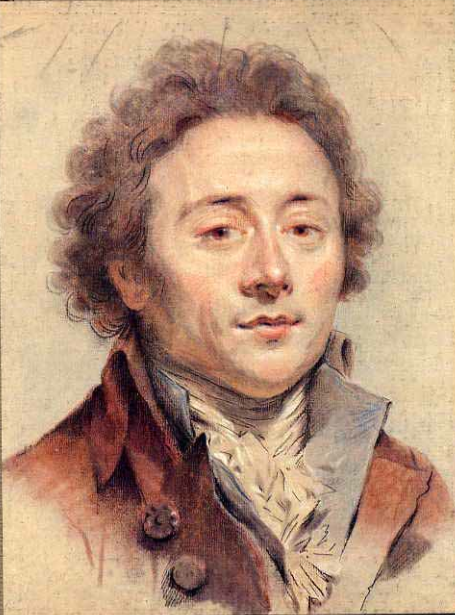
Creatorul parfumului, Jean-Francois Houbigant

Houbigant este o celebră marcă exclusivistă de parfum creată de Jean-François Houbigant.

## Istorie
La începutul domniei lui Ludovic al XVI-lea, Jean-Franțois Houbigant, parfumier și confecționer de coșuri de nuntă, își instalează magazinul pe Faubourg Saint-Honore, cu numele de A LA CORBEILLE DE FLEURS. 
În secolul al XVIII-lea, fardurile, pudrele de față și pomezile în pastă pentru albirea feței erau folosite foarte mult de femei și de bărbați ca un adevărat arsenal al artei seducției. Voga parfumului completa acest abuz de cosmetice, iar Curtea Regală dădea tonul. 
Ninon de Lenclos și Madame Du Barry foloseau zilnic alt parfum, iar Madame de Pompadour cheltuia un milion de franci pe an în acest sens. 
În 1775, Faubourg Saint-Honore se bucură de privilegiul de a fi un cartier nou, iar personajele cele mai ilustre își construiesc aici imobile somptuoase. 
Clientela Houbigant numără Curtea regală, noblețea, clerul și toată spuma societății bune. Odată cu Revoluția, arta plăcerilor pare să fi dispărut, dar Les Merveilleuses din timpul Directoratului vor contribui la renașterea esenței parfumurilor. 
Când Napoleon murea pe insula Sf. Elena, la capul său ardeau într-o casoletă 2 pastile parfumate Houbigant. 
În 1829, Houbigant este numit parfumer al prințesei Adelaîde d'Orleans. Este în culmea gloriei sale și va deveni în scurt timp furnizor al reginei Angliei și al majorității curților regale europene. 
În 1890, devine parfumer al curții imperiale ruse.

## Succesele casei
- Fougere royale (1882), preferatul lui Guy de Maupassant
- Ideal (1900), mare succes în timpul Belle Époque
- Violette Pourpre (1907)
- Coeur de Jeanette
- Quelques Fleurs (1912), primul mare buchet floral al parfumeriei
- Etude (1930)
- Chantilly (1941)